# Geoffrey Kemp Bourne
Geoffrey Kemp Baron Bourne of Atherstone, britanski general, * 1902, † 1982.